# Louis Bergeron (historien)
Pour les articles homonymes, voir Louis Bergeron (ingénieur), Louis Bergeron et Bergeron.
Louis Bergeron (né le 25 janvier 1929 à Strasbourg - mort à Saint-Denis le 9 octobre 2014) est un historien français qui s'est consacré à l'histoire du capitalisme et de l'industrie en France. Tenant de l'approche comparatiste, il est directeur d'études à l'École des hautes études en sciences sociales de 1970 à sa mort. 
Louis Bergeron intègre l’École normale supérieure en 1947 et obtient l'agrégation d'histoire en 1951. Il enseigne pendant une dizaine d’années en lycée puis en classes préparatoires avant d'exercer les fonctions de répétiteur à l’École Normale de la rue d’Ulm. Il soutient sa thèse d'état sous la direction de Pierre Vilar en 1978 et, la même année, fonde le Comité d'information et de liaison pour l'archéologie, l'étude et la mise en valeur du patrimoine industriel (CILAC).

## Publications
- Les Révolutions européennes et le partage du monde (1968), éd. Bordas
- L'épisode napoléonien, vol. 1 : Aspects intérieurs (1799-1815), éd. du Seuil, coll. « Nouvelle Histoire de la France contemporaine », 1972
- Banquiers, négociants et manufacturiers parisiens du Directoire à l’Empire (1978), éd. Mouton
- (en coll. avec Guy Chaussinand-Nogaret et R. Forster), « Les notables du « Grand Empire » en 1810 », Annales. Économies, Sociétés, Civilisations, 26ᵉ année no 5,‎ 1971, p. 1052-1075
- Les capitalistes en France, 1780-1914 (1978), éd. Gallimard-Julliard, coll. Archives
- Paris, genèse d’un paysage (1989)
- (en coll. avec P. Bourdelais) La France n'est-elle pas douée pour l'industrie? (1998), éd. Belin
- Le Creusot, une ville industrielle un patrimoine curieux (2001) éd. Belin, 336 p.  (ISBN 978-2-7011-2578-7)

## Source
- Marie-Vic Ozouf-Marignier et François Weil, « Hommage à Louis Bergeron », La Lettre de l'EHESS / Échos de la recherche, no 79,‎ 2014 (lire en ligne)
- « Journée d'hommage à Louis Bergeron », sur CILAC, 23 octobre 2015
- « Découvrir les œuvres de Louis Bergeron », sur L'histoire par l'image, 2020